# Ernst Alois von Meisrimmel

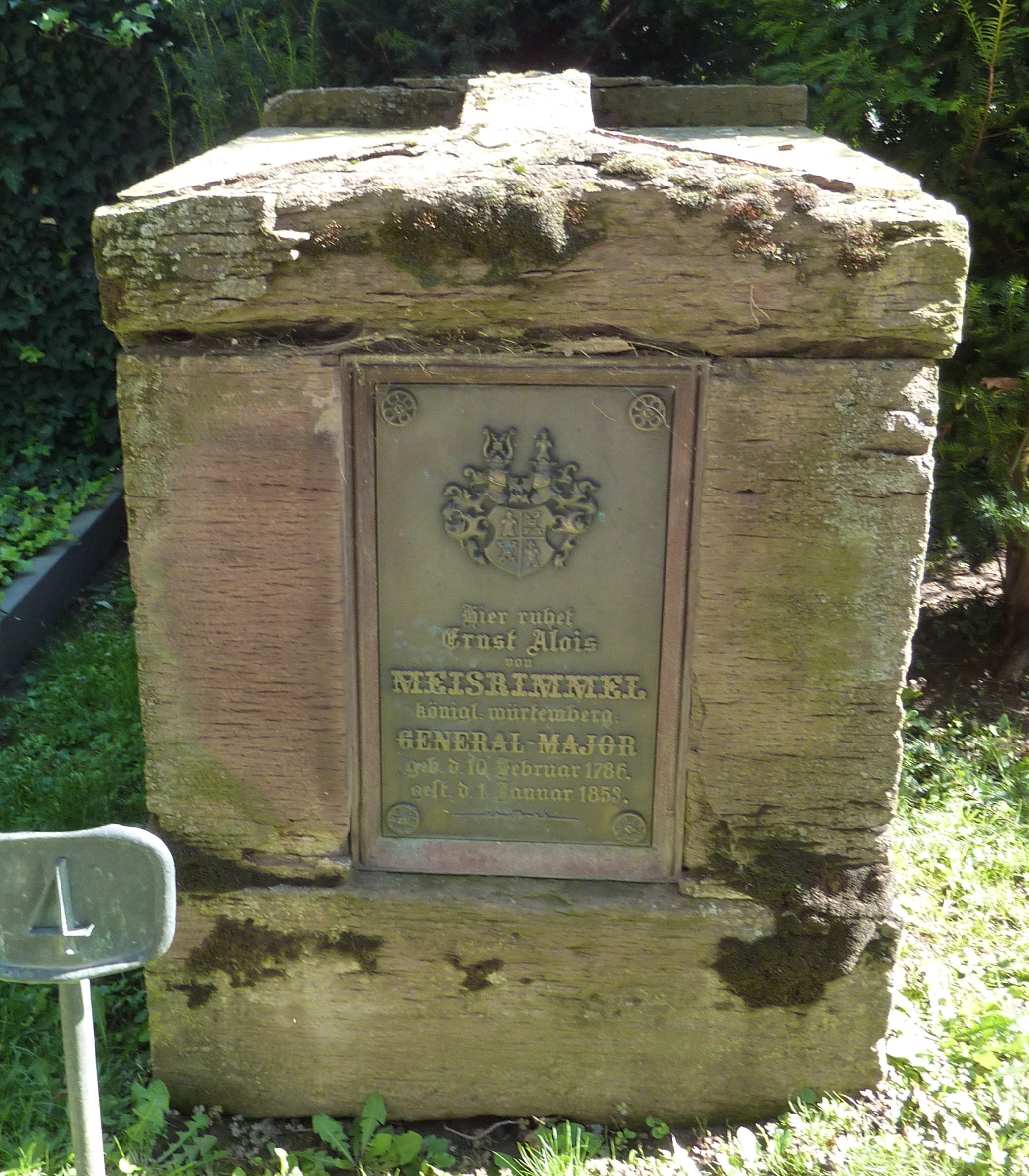
Meisrimmels Grabmal

Ernst Alois von Meisrimmel (* 10. Februar 1786 in Oettingen; † 1. Januar 1853) war ein königlich württembergischer Generalmajor.

## Leben
Ernst Alois von Meisrimmel begann seine militärische Laufbahn im Jahr 1802 und wurde 1805 Unterleutnant. Zum Major stieg er nach etlichen Beförderungen 1814 auf.
Er war an kriegerischen Einsätzen in den Jahren 1805, 1806/07, 1809, 1812, 1813, 1814 und 1815 beteiligt. 1836 wurde er Kommandeur des 8. Infanterieregiments. 
1814 erhielt er die goldene Ehrenmedaille für den Kampf von Brienne, 1815 eine weitere Auszeichnung. Er erhielt in Württemberg das goldene Dienst-Ehrenzeichen für Offiziere und wurde in Frankreich Ritter der Ehrenlegion. Ferner war er Ritter vierter Klasse des russischen St.-Wladimir-Ordens. 1830 wurde er mit einer jährlichen Dotation von 300 Gulden bedacht.
Meisrimmel wurde in den erblichen Adelsstand erhoben. Seine Söhne Emil (* 1818) und Carl (* 1820) traten in österreichische Kriegsdienste ein.
Ernst Alois von Meisrimmel ist auf dem Uff-Kirchhof in Bad Cannstatt bestattet; das Grab ist erhalten.